# リブラブひょうご
『リブラブひょうご』は、兵庫県内のNHK総合テレビジョンで2019年4月1日から放送されている、NHK神戸放送局制作による『NHKニュース』のローカルニュース番組である。新聞番組表では『リブラブ兵庫』とクレジットされている。
本項目では、関連番組として2024年4月1日より放送される『リブラブひょうご845』についても記述する。

## 概要
2019年4月1日に、同年3月29日まで16年間放送された『ニュースKOBE発』をリニューアルする形で放送開始。
「暮らして（=Live） 愛して（=Love） 兵庫県」をキャッチフレーズに、「兵庫の今が見える」新しいニュース・情報番組を届ける。
2022年10月3日放送分から放送常時同時配信・見逃し番組配信サービス「NHKプラス」で本番組の見逃し配信を開始した。
2024年4月1日放送分から番組名を『Live Love ひょうご』から『リブラブひょうご』へ変更した。

## 放送時間
- 月曜日 - 金曜日 18:30 - 18:59（JST）
  - 祝日・年末年始と重なる場合及びオリンピック期間中は休止し、18:45 - 18:59（年末年始は18:50 - 19:00）に拠点の大阪放送局から「関西のニュース・気象情報」を放送。
  - 通常の平日編成日であっても、特別編成により番組自体を休止する場合がある[3]。その場合、18:45 - 18:59に当番組休止の代替となる県内ニュース・気象情報を放送している。
  - 毎年1月17日が平日と重なる場合は、阪神・淡路大震災関連報道のため『ほっと関西』を臨時フルネットで放送するのに伴い当番組は休止となる（該当日夜の『兵庫ニュース845』は通常通り放送）。また、2021年1月17日は日曜日ではあったが、18:05 - 18:45に阪神・淡路大震災26年関連のニュース特番『いま伝えたい 阪神・淡路大震災26年』を神戸局の制作で近畿ブロック向けに放送し（『これでわかった!世界のいま』はネット返上[4]）、当番組の片山・草壁がキャスターを務めた。
  - 2021年7月26日 - 8月6日は東京オリンピック放送のため休止となり、18:50 - 19:00に代替の県内ニュース・気象情報を放送した。
  - 2021年8月25日 - 9月3日は東京パラリンピック放送のため休止となり、18:45 - 18:50（一部の日は18:40 - ）に大阪からの関西のニュースを、18:50 - 19:00に当番組休止代替の県内ニュース・気象情報をそれぞれ放送した。
  - 2022年2月7日 - 18日は北京オリンピック放送に伴う特別編成のため休止となり、祝日編成となった11日を除き18:45 - 18:59に代替の県内ニュース・気象情報を放送した。また、この期間中は『兵庫ニュース845』も休止され、本来の同番組の時間帯では大阪からの『ニュース845〜関西のニュースと気象情報〜』を臨時ネットした。

## 現在の担当者
メインキャスター
- 坂本聡（神戸局アナウンサー、隔週：2022年10月3日 - ）
- 広坂安伸（神戸局アナウンサー、隔週：2023年7月3日 - ）

サブキャスター（神戸局契約キャスター・隔週、「いま旬」コーナー担当兼務）
- 三角朋子（2023年4月 - ）
- 大浜扶美野（2025年4月 - ）

リポーター（神戸局契約キャスター、「知っとぉ?兵庫」コーナー担当兼務）
- 勝川沙友里（2022年4月 - ）
- 大橋未帆（2023年4月 - ）
- 木村奈央（2024年4月 - ）

気象予報士
- 南利幸（毎週水曜日出演）

## 過去の担当者
メインキャスター
- 和田光太郎（2019年4月8日 - 6月7日）
- 片山智彦（2019年4月1日 - 2022年7月）
- 田中崇裕（2019年6月17日 - 2023年6月28日）

サブキャスター
- 佐野純子
- 草壁愛
- 森麻衣子
- 辻原麻希（2022年4月 - 2025年2月）

リポーター
- 新田谷萌

## コーナー
Lトピ（月曜）

知っとぉ?兵庫（木曜）
県内の様々な話題を紹介。内容の一部は『ぐるっと関西おひるまえ』と連動。
ビデオレター（水曜）
視聴者から寄せられた投稿ビデオを紹介。
ジャズライブKOBE（金曜）
神戸を中心に活動するジャズミュージシャンによるミニコンサート。放送終了後にもミニコンサートがある。
いま旬（金曜）
週末お出かけ及びイベント情報を紹介。

## リブラブひょうご845
2024年度から平日の20:45 - 21:00（JST）に放送されている本番組の845版。2024年3月29日までは『兵庫ニュース845』として放送された。
祝日・年末年始は休止し、20:55 - 21:00に拠点の大阪放送局から「関西のニュース・気象情報」を5分間放送。
なお、春の大型連休期間・お盆などは休止し、拠点の大阪放送局から「ニュース845～関西のニュースと気象情報～」を放送する。
- 2024年7月29日 - 8月2日・5日 - 9日は2024年パリオリンピックのため番組自体を休止し、20:55 - 21:00に拠点の大阪放送局から「関西のニュース・気象情報」を近畿地方全域で5分間放送した。